# Латур а Помроль

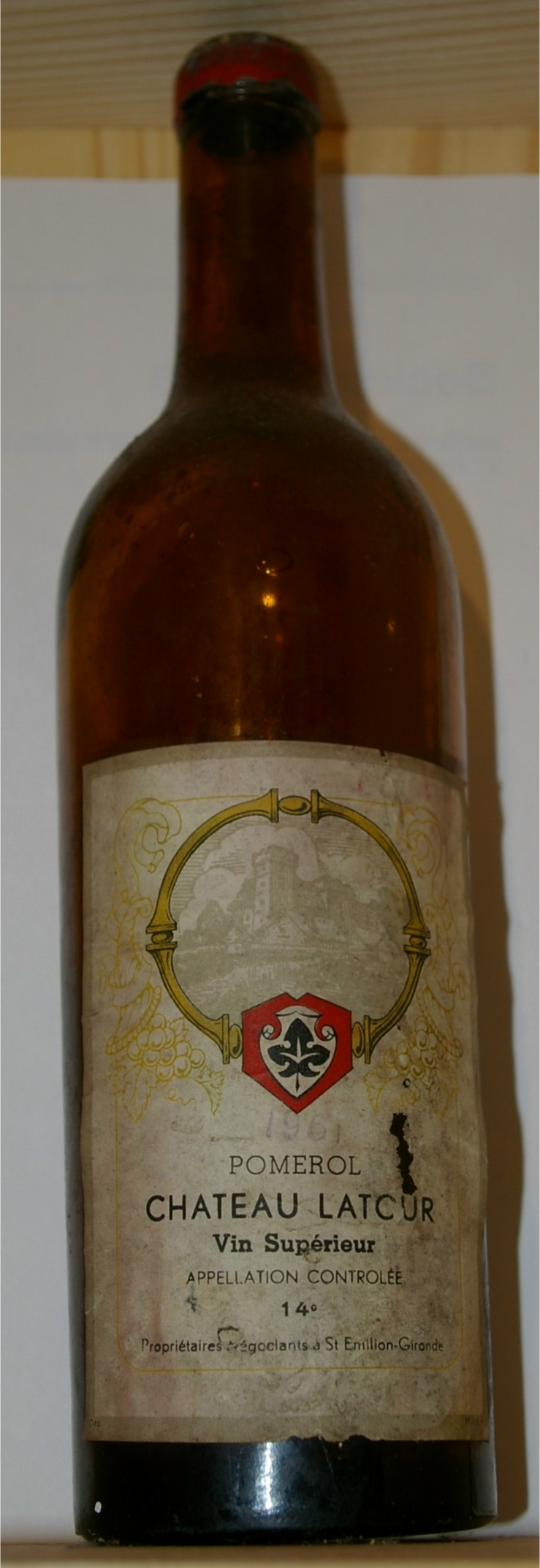
Вино урожая 1961 года

Шато Латур а Пом(е)роль (фр. Château Latour à Pomerol) — французское бордосское винодельческое хозяйство, расположенное в коммуне Помроль, кантона Либурн. Относится к аппеласьону Помроль. Производит единственное красное вино с собственных виноградников — Château Latour à Pomerol. Принадлежит винодельческому холдингу крупного французского негоцианта Жана-Пьера Муаэкса — «Établissements Jean-Pierre Moueix».
Это небольшое хозяйство, украшением которого является довольно старая маленькая каменная церковная колокольня, приобретено мадам  Эдмон Лубэт, в то время уже владелицы Château Pétrus, в 1917 году у её племянницы, мадам Лили Лакост. Хозяйство было приобретено одновременно с небольшими хозяйствами Château Haut-Canton-Guillot, рядом с Château Trotanoy, и Château Clos des Grandes-Vignes, расположенным рядом с небольшой церквушкой в Помроле. Именно все три территории и являются границами нынешнего Château Latour à Pomerol. Начиная с 1962 года, хозяйство находилось под непосредственным управлением Жана-Пьера Муэкса, который внёс значительный вклад в восстановление значимости хозяйства, начиная с пересадки, повреждённых сильными заморозками 1956 года, лоз, заканчивая перестройкой производственных помещений и погребов для вызревания вин. Он также изменил технологию производства вина хозяйства: щадящая ферментация проходит в цементных чанах, затем молодое вино вызревает в новых дубовых бочках (не менее 33%). Изменения не могли не сказаться на формировании нового стиля вина, которое стало элегантнее, мощнее и прекрасно сбалансированным. В 2002 году Лили Лакост пожертвовала это хозяйство в пользу благотворительного фонда Foyers de Charité de Châteauneuf de Galaure, оставив управление хозяйством за семьёй Муэкс.

## Технические данныеChâteau Latour à Pomerol
- Аппелясьон: Pomerol Appellation d’Origine Contrôlée
- Владелец: F.F.C. Donation Mme L. P. Lacoste-Loubat
- Площадь виноградников: 20 акров
- Сорта винограда: мерло — 90%, каберне фран -— 10%
- Возраст виноградных лоз: 35 лет (средний)
- Тип почвы: гравий 2/3 с глиной — 1/3 жирный суглинок
- Объём производства: порядка 30 000 бутылок, в зависимости от года